# Cybaeus morosus
Espèce
Cybaeus morosus est une espèce d'araignées aranéomorphes de la famille des Cybaeidae.

## Distribution
Cette espèce se rencontre aux États-Unis en Oregon, au Washington et  en Alaska et au Canada en Colombie-Britannique,.

## Description
La femelle holotype mesure 7,5 mm.

## Publication originale
- Simon, 1886 : Descriptions de quelques espèces nouvelles de la famille des Agelenidae. Annales de la Société entomologique de Belgique, vol. 30, p. 56-61 (texte intégral).